# Universidade de Friburgo

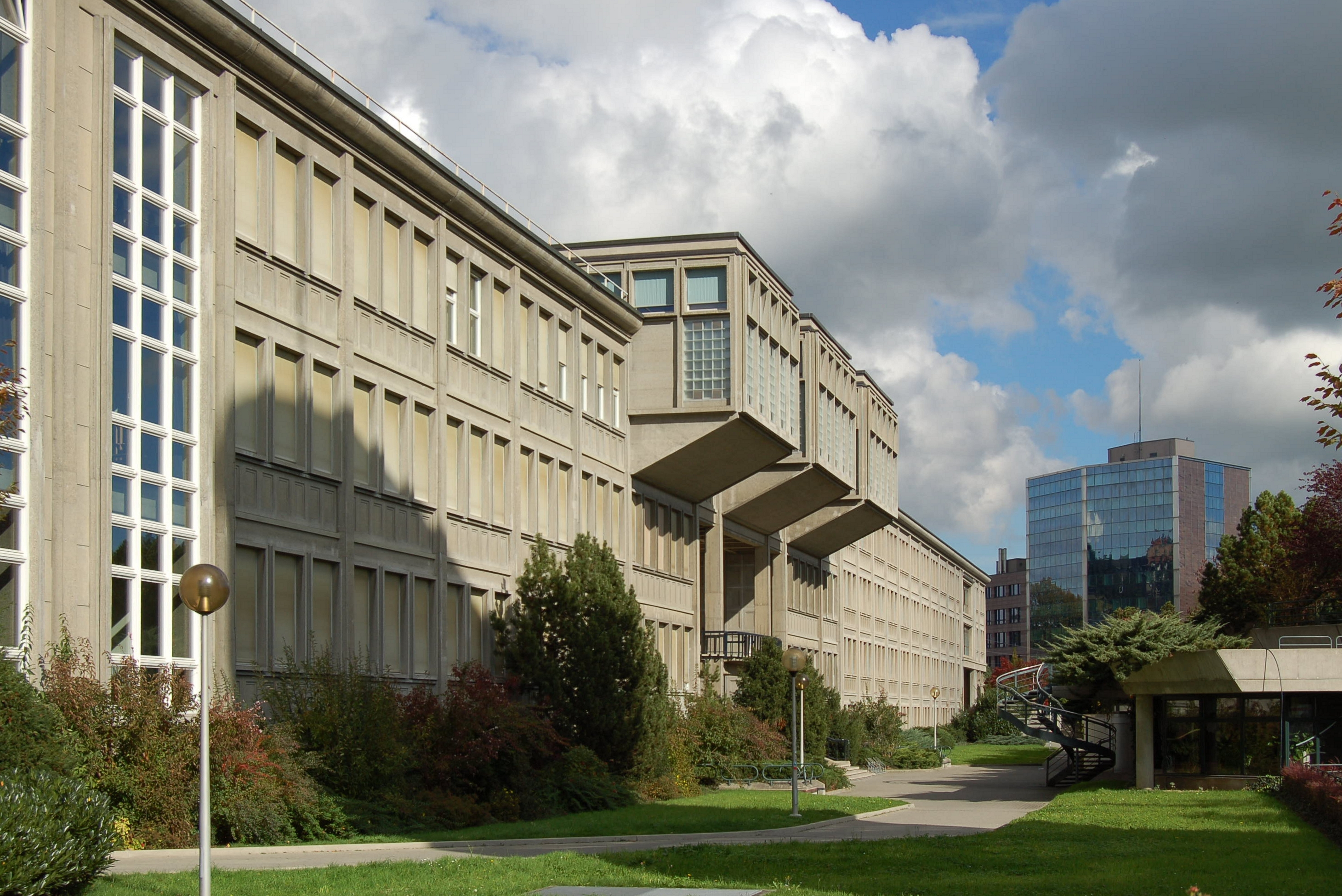
Universidade de Friburgo.

A Universidade de Friburgo (em francês: Université de Fribourg; em alemão: Universität Freiburg) é uma universidade na cidade de Friburgo, na Suíça.
A instituição foi fundada em 1889 pelo comerçante local Georges Python, mas as origens da universidade podem ser traçadas a partir de 1580 com a fundação do Seminário jesuíta de São Miguel. Distingue-se pelo seu bilinguismo. Cursos na universidade são ministrados em língua francesa, inglesa e alemã. A universidade acolhe aproximadamente 10 000 estudantes.
A universidade conta com cinco faculdades: teologia católica, direito, ciências naturais, artes e ciências sociais e econômicas.

## Políticos
- Giuseppe Motta, membro do Conselho federal de 1911-40 (Presidente da Suíça em 1915, '20, '27, '32, '37), presidente da Liga das Nações de 1924-25
- Joseph Deiss, membro do Conselho federal, Presidente da Suíça em 2004
- Ruth Metzler, conselheiro federal
- Chaim Weizmann, primeiro presidente de Israel
- Juan Carlos I, Rei da Espanha
- Albert Pintat, chefe de governo da Andorra
- Giuseppe Lepori, membro do Conselho federal e national pelo Ticino
- Ignacy Mościcki, Presidente da Polónia 1926-1939

## Arquitetura
Mario Botta, Fundador da Academia de Arquitetura em Mendrisio (Honoris Causa)

## Mídia
- Miguel San Juan, Mister Suíça 2006
- Christa Rigozzi, Miss Suíça 2006-2007